# Позови М ради убиства
Позови М ради убиства (енгл. Dial M for Murder) је амерички криминалистички трилер филм из 1954. године, режисера Алфреда Хичкока са Рејем Миландом, Грејс Кели, Робертом Камингсом, Ентонијем Досоном и Џоном Вилијамсом у главним улогама. Сценарио и успешну позоришну представу на којој је филм заснован написао је енглески драмски писац Фредерик Нот. Представа је премијерно изведена 1952. на BBC телевизији, након чега је исте године изведена на сцени у лондонском Вест Енду у јуну, а затим на њујоршком Бродвеју у октобру.
Првобитно намењен за приказивање путем 3-Д поларизационе двослојне траке, филм је у већини биоскопа приказан у обичном 2-Д формату због губитка интересовања за 3-Д филмове (чија је пројекција била компликована и склона грешкама) у време изласка. Филм је зарадио око 2,7 милиона долара на биоскопским благајнама у Северној Америци 1954. године.

## Радња
Тони Вендис, енглески тенисер у пензији, ожењен је женом из високог друштва, Марго, која је имала аферу са америчким писцем крими-фантастике Марком Халидејем. Они то не знају, али Тони је открио за њихову аферу и планира да убије Марго како би могао да наследи њено богатство.
Тони је свестан да је Чарлс Свон, његов стари познаник са Универзитета Кембриџ, постао ситни преварант са криминалним досијеом. Тони позива Свона у свој стан, под изговором да жели да купи његов аутомобил, и говори му о афери своје супруге. Тони му се такође поверава да је шест месеци раније украо њену торбу у којој је било Марково љубавно писмо и анонимно је уцењивао. Након што је Свона преварио да остави отиске прстију на писму, Тони га ухвати у замку, претећи да ће га предати као Маргоиног уцењивача ако је не убије. Уз додатни подстицај од хиљаду фунти у готовини, Свон пристаје да изврши убиство, а Тони му објашњава свој план. Тони и Марк ће присуствовати једној забави док ће Марго остати сама код куће. У одређено време када ће Марго сигурно бити у кревету, Свон ће ући у стан користећи њен кључ, који ће Тони сакрити испод тепиха у предворју, и сакрити се. Неколико минута касније, Тони ће са забаве позвати кућни телефон, а Свон ће убити Марго када се она јави. Свон ће затим звиждати преко телефона да би сигнализирао да је посао обављен, оставити знаке да је провала пошла по злу и врати кључ испод тепиха у предворју када оде.
Следеће ноћи, Свон улази у стан и Тони зове како је и планирано. Када Марго дође до телефона, Свон покушава да је задави својим шалом, али га она убоде маказама у леђа и убија. Након што је чуо да Марго моли за помоћ уместо Своновог звиждука, Тони јој саветује да не разговара ни са ким. Враћа се кући, зове полицију, шаље Марго у кревет и убацује оно за шта мисли да је Маргоин кључ из Своновог џепа у њену торбу. Он такође покушава да подметне Марго тако што ставља Марково писмо у Свонов џеп и баца Свонов шал у камин.
Следећег дана, Тони наговара Марго да прикрије чињеницу да јој је рекао да не зове полицију. Главни инспектор Хабард долази и испитује их, а Марго даје неколико опречних изјава. Када Хабард каже да докази показују да је Свон ушао кроз улазна врата, Тони тврди да је Свон вероватно украо Маргоину ташну и направио копију њеног кључа. Као што је Тони и намеравао, Хабард не верује у причу и хапси Марго након што је закључио да је убила Свона јер ју је уцењивао. Марго је проглашена кривом за убиство и осуђена на смртну казну.
Неколико месеци касније, дан пре заказаног Маргоиног погубљења, Марк посећује Тонија, рекавши да је смислио причу коју Тони треба да исприча полицији да спасе Марго. Маркова „прича” је веома блиска ономе што се заправо догодило: да је Тони платио Свона да убије Марго. Хабард долази неочекивано, а Марк се крије у спаваћој соби. Хабард испитује Тонија о великим сумама новца које је трошио по граду, превари Тонија да му открије да кључ собе држи у капуту и распитује се о Тонијевој актовци. Тони тврди да је загубио актовку, али Марк, чувши разговор, проналази је на кревету, пуну новчаница. Закључујући да је тим новцем Тони хтео да исплати Свона, Марк се суочава са Тонијем и објашњава Хабарду своју теорију. Тони „признаје” да је готовином Марго хтела да исплати Свона, и да ју је он сакрио како би је заштитио. Чини се да Хабард прихвата Тонијево објашњење, а Марк љутито одлази. Хабард дискретно замењује сопствени капут са Тонијевим. Чим Тони оде, Хабард користи Тонијев кључ да поново уђе у стан, а за њим и Марк. Хабард је већ открио да је кључ у Маргоиној торби заправо Свонов лични кључ и закључио је да је Свон вратио кључ Вендисових на своје место након што је откључао врата. Сада, исправно сумњајући да је Тони био у завери са Своном, Хабард развија разрађени план да га ухвати у замку.
Полицајци у цивилу доводе Марго из затвора у стан. Она безуспешно покушава да откључа врата са кључем у торби, а затим улази кроз башту, доказујући Хабарду да није свесна скривеног кључа и да је стога невина. Хабард враћа Маргоину торбу у полицијску станицу, где је Тони преузима након што открије да нема кључ. Кључ од Маргоине торбе не функционише, па он користи скривени кључ да отвори врата, доказујући своју кривицу и ослобађајући Марго. Пошто су му путеви за бекство блокирани од стране Хабарда и још једног полицајца, Тони мирно сипа себи пиће и честита Хабарду.

## Улоге
| Глумац         | Улога                                   |
| -------------- | --------------------------------------- |
| Реј Миланд     | Тони Вендис                             |
| Грејс Кели     | Марго Вендис                            |
| Роберт Камингс | Марк Халидеј                            |
| Џон Вилијамс   | главни инспектор Хабард                 |
| Ентони Досон   | Чарлс Александар Свон / капетан Лесгејт |
| Патрик Ален    | детектив Пирсон                         |

## Продукција
Након филма Исповедам се (1953), Хичкок је планирао да сними The Bramble Bush, заснован на роману Дејвида Данкана из 1948, у продукцији студија Transatlantic Pictures, са партнером Сиднијем Бернштајном. Међутим, било је проблема са сценаријем и буџетом, а Хичкок и Бернштајн су одлучили да раскину своје партнерство. Warner Bros. је дозволио Хичкоку да одбаци тај филм и почне продукцију на новом, заснованом на позоришној представи Позови М ради убиства.
Марково име је промењено за филм; у оригиналној представи он се зове Макс Халидеј. Глумци Досон и Вилијамс су поновили своје улоге са Бродвеја као Свон/капетан Лесгејт и инспектор Хабард.
Хичкок и у овом филму има камео улогу; он се може видети у тринаестом минуту филма, на црно-белој фотографији годишњице дипломирања, како седи за банкетским столом међу бившим студентима и професорима.

## Објављивање
Филм је снимљен помоћу студијских 3-Д камера, такозваних All-Media камера. После једног раног приказивања филма 18. маја и четири пројекције 19. маја, менаџер биоскопа у Филаделфији је махнито контактирао студио и рекао да су људи масовно одлазили током филма. Тражио је дозволу да одбаци 3-Д формат и прикаже филм у 2-Д верзији.
The Philadelphia Inquirer је 23. маја известио да се „прва публика показала као порота која не само да је могла да донесе пресуду, већ је то могла да уради у журби. Према издавачевим сопственим речима филм је буквално умро. Након само четири приказивања у среду, међуградског телефонирања да би се пријавиле притужбе, све веће оскудности муштерија — велики број њих је јавно изразио своје незадовољство — дата је дозвола да се одбаце наочаре и журно пређе на 2-Д верзију. Након тога је посао у Рендолфу кренуо набоље.”
Овај филм је означило је крај кратке ере 3-Д филмовима раних 1950-их. Хичкок је за 3-Д изјавио: „То је било чудо од девет дана, а ја сам дошао деветог дана.”
Систем двослојних трака је коришћен за приказивање филма у 3-Д формату у фебруару 1980. године у Јорк театру у Сан Франциску. Ово приказивање је толико добро прошло да је Warner Bros. одобрио ограничено поновно издање филма широм државе у фебруару 1982. користећи 3-Д систем StereoVision. Пројекције филма на Детроитском институту за уметност током поновног издања биле су распродате.
Филм је приказан у 3-Д форматима у неким британским биоскопима током лета 2013, као и у Италији почетком јесени исте године.
Студио је издао филм путем 3-Д Blu-ray формата 9. октобра 2012. године.

## Пријем
Босли Краутер из новина The New York Times написао је у позитивној рецензији: „Хичкок је постигао технички тријумф. Ово је један за који су му били потребни добри глумци. Има их — а најбољи од свих је Џон Вилијамс, који је поновио улогу из позоришне представе, као детектив који решава злокобну превару.” Variety је написао: „Постоји низ основних слабости у поставци које спречавају да филм буде добра емисија неизвесности за све осим за оне најлаковерније. Кроз перформансе и неколико трикова са неизвесношћу који се очекују од Хичкока, слабости су донекле прекривене, али недовољно да би се филм оценио као победнички.” Harrison's Reports написао је да се филм „обликује као ништа више до блага забава, упркос стручној режији Хичкока и компетентној глуми. Главна слабост је спора радња, узрокована чињеницом да се прича одвија готово у потпуности дијалозима.”
Ричард Л. Коу из The Washington Post-а назвао је филм „одличним избором“, са Вилијамсом и Досоном који су „глатки као свила у репризирању својих сценских улога”, додајући: „Хичкок ради по својој вољи са угловима камере, који нам скрећу очи час овде, час онде, док изводи трнце са сенкама и дугим снимцима у брзом контрасту са нејасним крупним плановима. То је дело мајстора који ужива у свом сценарију.” Џон Макартен из The New Yorker-а написао је генерално позитивну рецензију, изјавивши да би желео да је сценарио пружио Хичкоку „шансу да се ослободи једне од оних спектакуларних потера за које се некада специјализовао”, али је открио да се после говором испуњених 30 минута „ствари убрзају када се покрене план за убиство, и на крају комад постаје суморно скретан.” The Monthly Film Bulletin написао је да филм „плодном Хичкоку нуди мало више од прилике да направи уредан комад снимљеног позоришта — прилику која је можда задовољила мајстора мало више него нас... Ликови су прилагођени својим ситуацијама, и тешко да постоје сами по себи (нити их оживљавају прилично суморни наступи Реја Миланда, Грејс Кели и Роберта Камингса); само суви, сардонични полицијски инспектор Џона Вилијамса има дашак индивидуалности.”
На сајту Rotten Tomatoes, филм има рејтинг одобравања од 89% на основу 47 рецензија, са просечном оценом 7,30/10. Критички консензус сајта гласи: „Филм је можда мало испод Хичкоковог врхунца, али по било ком другом стандарду, ово је софистицирани, језиво злокобни трилер – и онај који се може похвалити незаборавном изведбом Грејс Кели од почетка”. The Guardian је 2012. назвао филм „напетим, кисело смешним трилером”.
Амерички филмски институт је 2001. године уврстио филм на 48. место листе 100 година АФИ-ја... 100 трилера, и 2008. на листу АФИ-јевих 10 топ 10 као 9. најбољу мистерију.

## Слични филмови и римејкови
Пошто се филм сматра једним од класичних примера сценског трилера, направљено је више римејкова, укључујући амерички ТВ филм из 1981. са Енџи Дикинсон и Кристофером Пламером. Године 1958. NBC је емитовао телевизијски филм у којем је глумио Морис Еванс (као Тони), уз Вилијамса и Досона који су поновили своје улоге из оригиналне бродвејске представе. ABC је продуцирао двочасовну верзију у боји 1968. у којој су глумили Лоренс Харви као Тони, Дајана Силенто као Марго и Хју О'Брајан као Макс.
Савршено убиство (1998) је римејк у режији Ендруа Дејвиса у коме су ликови Халидеј и Свон комбиновани, а муж (Мајкл Даглас) унајмљује и приморава љубавника (Виго Мортенсен) своје жене (Гвинет Палтроу) да је убије. Међутим, љубавник кује осветничку заверу против њега. Ствари полазе катастрофално лоше за обојицу, доводећи хладног, углађеног полицијског инспектора (Дејвид Суше), чија је улога знатно смањена, јер је супруга та која разоткрива велики део мистерије.
Телевизијска серија Алфред Хичкок представља премијерно је приказана у Сједињеним Америчким Државама годину дана након што изласка овог филма. Главни лик у епизоди из прве сезоне, „Portrait of Jocelyn”, зове се Марк Халидеј. У овој епизоди, Халидејева супруга, Џослин, нестала је неколико година раније, а на крају се открива да ју је он убио.
Оригинална представа је такође адаптирана у Совјетском Савезу 1981. под насловом Грешка Тонија Вендиса.
Филм је делимично инспирисао верзију на хинди језику 1985. године, објављену као Поверење, у којој су глумили Раџ Бабар, Димпл Кападиа и Суреш Оберои. Адаптација на тамилском језику, под називом Кључ, објављена је исте године. Филм је такође инспирисао адаптацију на малајаламском језику из 1989. године, под називом Нова година. Боливудски филм, Humraaz (2002), инспирисан је Савршеним убиством.
Епизода „The Fifth Stair” ТВ серије 77 Sunset Strip је поновила радњу овог филма, са Ричардом Лонгом у улози Тонија Вендиса.
Трећа епизода шесте сезоне серије Фрејжер носи назив „Dial M for Martin”. Радња се усредсређује на оца насловног лика који верује да његов млађи син подсвесно покушава да га убије када му се догоди низ незгода које је наизглед изазвао Фрејжеров млађи брат, Најлс .
Финале прве сезоне серије Арчер је насловљено „Dial M for Mother”. У овој епизоди, Стерлингу Арчеру је уграђен имплантат у мозак због чега подсвесно жели да убије своју мајку Малори .
Њу Вик театар је извео представу засновану на филму 2017. године. Режирао ју је Питер Лесли Вајлд, а глумачка екипа је укључивала Вилијам Елиса као Тонија. Представа је добила позитивне критике штампе.